# Ratched
A Ratched 2020-ban bemutatott amerikai pszichothriller-drámasorozat, melyet Evan Romansky alkotott meg, developere Ryan Murphy volt. A címszerepben Sarah Paulson látható, aki a Száll a kakukk fészkére (1975) című filmből megismert Ratched nővért alakítja. Maga a sorozat is a film (és az alapművéül szolgáló regény) előzménytörténete és Mildred Ratched életét mutatja be az említett művek eseményei előtti években.
Az első évad 2020. szeptember 18-án debütált a Netflixen nyolc epizóddal. Bár a sorozatot két évadosra tervezték, Paulson 2022 augusztusában azt nyilatkozta, nem biztos benne, hogy a második évad megvalósul majd.

## Cselekmény
1947-ben Mildred Ratched egy vezető pszichiátriai kórház nővéreként vállal munkát. Elegáns, kifogástalan külseje mögött azonban egy ördögien manipulatív, szociopata személyiség lakozik.

## Szereplők

### Főszereplők
- Sarah Paulson – Mildred Ratched nővér
- Finn Wittrock – Edmund Tolleson
- Cynthia Nixon – Gwendolyn Briggs
- Charlie Carver – Huck Finnigan
- Judy Davis – Betsy Bucket főnővér
- Sharon Stone – Lenore Osgood

### Visszatérő szereplők
- Corey Stoll – Charles Wainwright magánnyomozó
- Vincent D’Onofrio – George Willburn kormányzó
- Alice Englert – Dolly nővér
- Amanda Plummer – Louise
- Jermaine Williams – Harold
- Annie Starke – Lily Cartwright
- Brandon Flynn – Henry Osgood
- Michael Benjamin Washington – Trevor Briggs
- Sophie Okonedo – Charlotte Wells

### Vendégszereplők
- Hunter Parrish – Andrews atya
- Robert Curtis Brown – Monsignor Sullivan
- David Wells – Murphy atya
- Emily Mest – Amelia Emerson nővér
- Daniel Di Tomasso  – Dario Salvatore
- Harriet Sansom Harris  – Ingrid Blix
- Liz Femi  – Leona
- Joseph Marcell  – Len Bronley
- Ben Crowley  – Reggie Hampson
- Rosanna Arquette  – Anna
- Kerry Knuppe  – Doris Mayfair
- Benjamin Rigby  – Case Hitchen
- Teo Briones  – Peter

## Epizódok listája
| Sor. | Év. | Cím                                                         | Rendező           | Író                                         | Premier              |
| ---- | --- | ----------------------------------------------------------- | ----------------- | ------------------------------------------- | -------------------- |
| 1.   | 1.  | Bevezető (Pilot)                                            | Ryan Murphy       | Evan Romansky                               | 2020. szeptember 18. |
| 2.   | 2.  | Jégvágó (Ice Pick)                                          | Ryan Murphy       | Ian Brennan                                 | 2020. szeptember 18. |
| 3.   | 3.  | Az irgalom angyala (Angel of Mercy)                         | Nelson Cragg      | Ian Brennan                                 | 2020. szeptember 18. |
| 4.   | 4.  | Az irgalom angyala: Második rész (Angel of Mercy: Part Two) | Michael Uppendahl | Evan Romansky                               | 2020. szeptember 18. |
| 5.   | 5.  | A tánc (The Dance)                                          | Michael Uppendahl | Ian Brennan                                 | 2020. szeptember 18. |
| 6.   | 6.  | Kötöttségek nélkül (Got No Strings)                         | Jessica Yu        | Jennifer Salt és Ian Brennan                | 2020. szeptember 18. |
| 7.   | 7.  | A bakancslista (The Bucket List)                            | Jennifer Lynch    | Ian Brennan                                 | 2020. szeptember 18. |
| 8.   | 8.  | Mildred és Edmund (Mildred and Edmund)                      | Daniel Minahan    | Ian Brennan & Evan Romansky & Jennifer Salt | 2020. szeptember 18. |

## Fordítás
- Ez a szócikk részben vagy egészben  a   Ratched (TV series) című angol Wikipédia-szócikk ezen változatának fordításán alapul.  Az eredeti cikk szerkesztőit annak laptörténete sorolja fel. Ez a jelzés csupán a megfogalmazás eredetét és a szerzői jogokat jelzi, nem szolgál a cikkben szereplő információk forrásmegjelöléseként.

## Kapcsolódó film
- Száll a kakukk fészkére (1975)